# Heritiera percoriacea
Espèce
Statut de conservation UICN

 EN B1+2c : En danger
Heritiera percoriacea est une espèce de plantes du genre Heritiera de la famille des Malvaceae.